# Gèdègbé
Gèdègbé (ou Guédégbé), né vers 1850 et mort le 7 mars 1936 à Abomey, est un devin (bokono ou bokonon, chez les Fons du Dahomey, actuel Bénin), spécialiste de la géomancie du Fa, attaché à la cour des rois d'Abomey. Fils d'une esclave enlevée en pays yoruba, il joua un rôle important auprès du roi Behanzin, comme guide spirituel et conseiller.
Il fut en outre l'interlocuteur privilégié de l'administrateur et ethnologue français Bernard Maupoil dans le cadre de ses recherches sur La Géomancie à l'ancienne Côte des Esclaves (1943), et, déjà âgé au moment de leur rencontre, lui légua un grand nombre d'objets liés à la divination, aujourd'hui conservés au musée du quai Branly.

## Postérité
L'écrivain béninois Jean Pliya le mit en scène aux côtés du roi Behanzin dans sa pièce Kondo, le requin (1981).

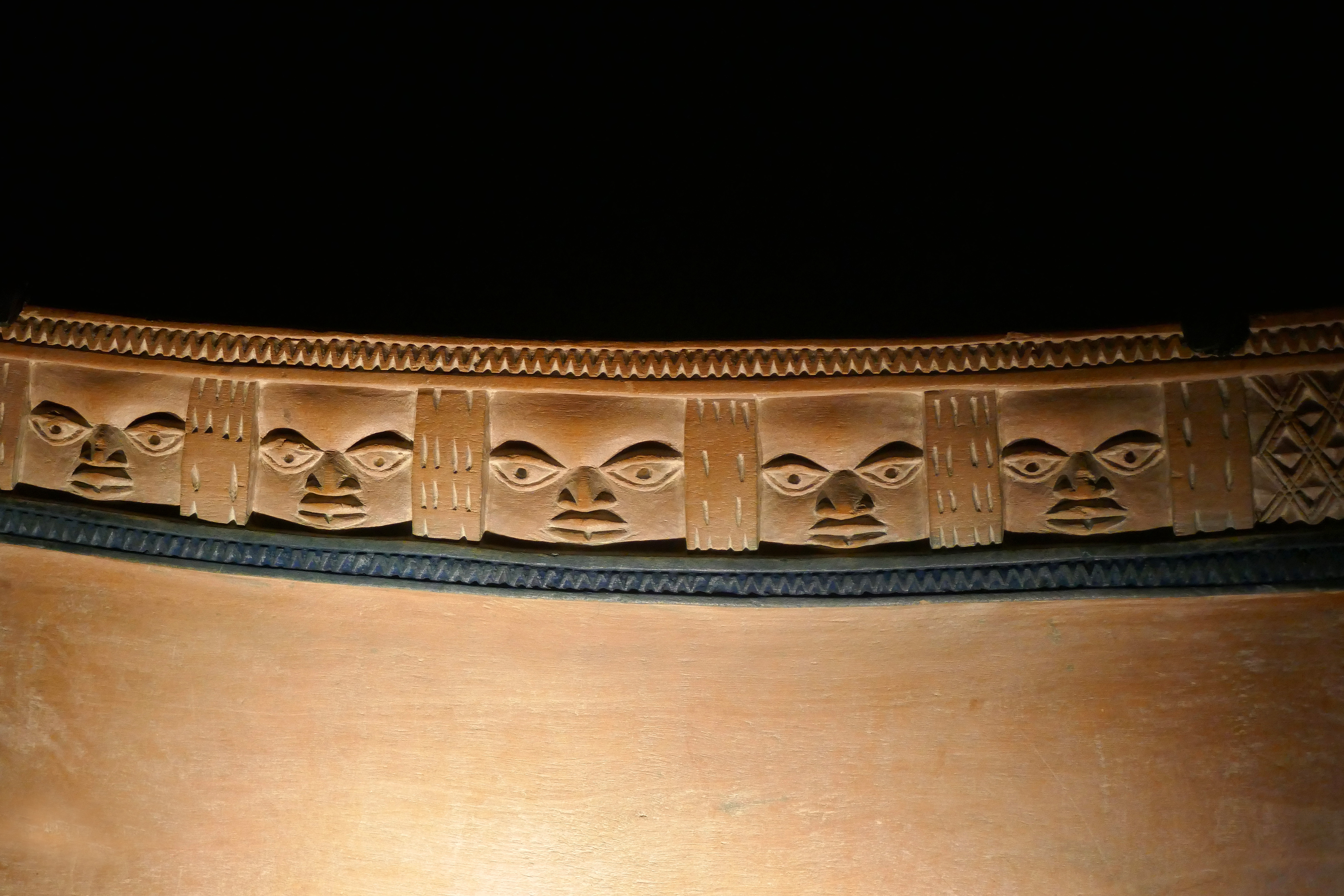
Plateau de divination de Guédégbé-Musée du quai Branly (détails)

En janvier 2025, à Porto-Novo, l'artiste Robert Djanta a réalisé une réplique de ce plateau pour le devin Mathias Paqui, afin de réinsérer l'objet dans la pratique divinatoire de Fa.

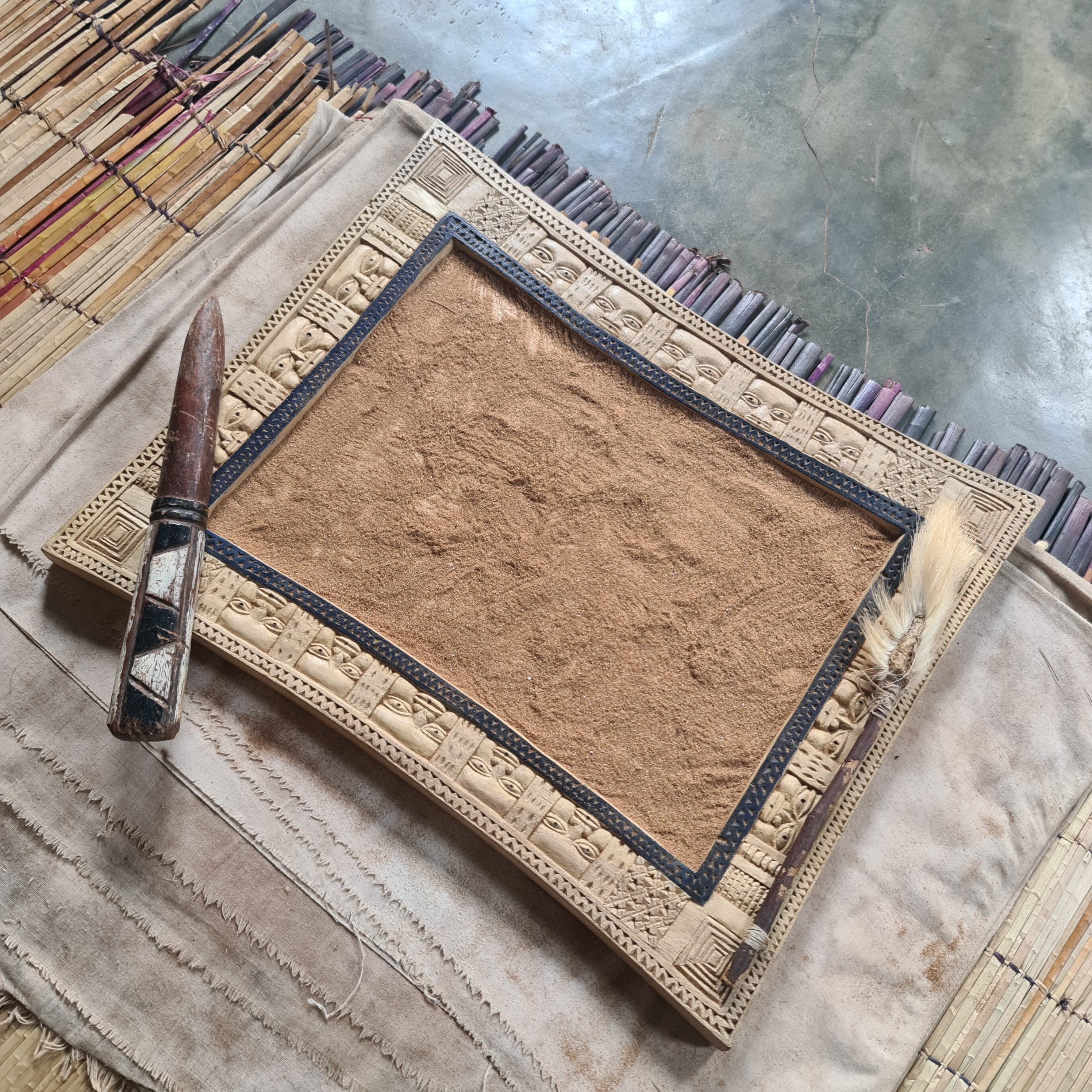
Réplique du plateau de Gedegbe, à usage rituel, 2024

Il ne s'agit pas d'une simple copie, mais bien d'une réplique à vocation liturgique. L'anthropologue Erwan Dianteill a aussi participé à cette réactivation de la tradition dans la vie rituelle.

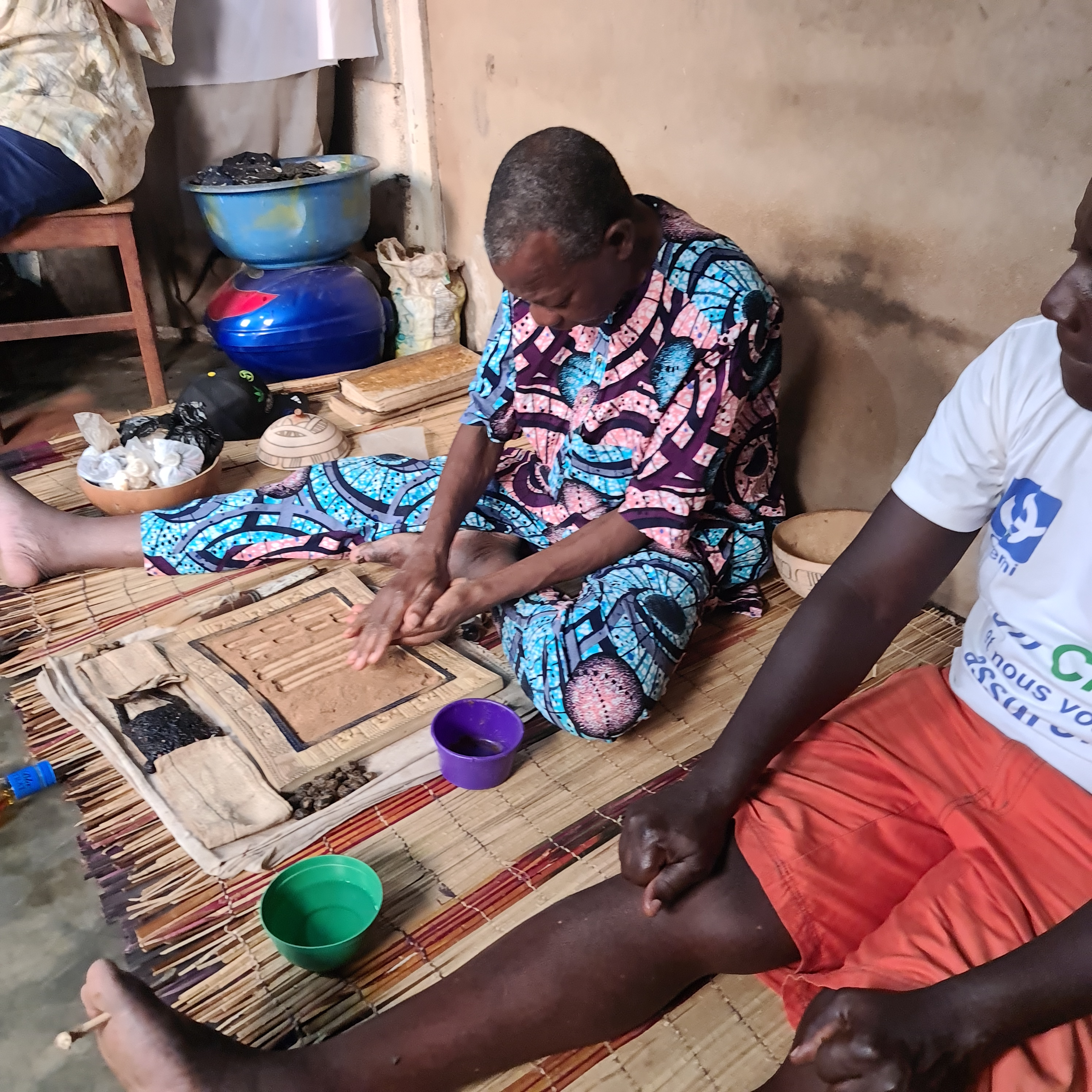
Replique du plateau de Gedegbe, divination par Fa

Le premier signe de Fa frouvé pour ce plateau a été Yeku Meyi, signe des ancêtres et des morts.

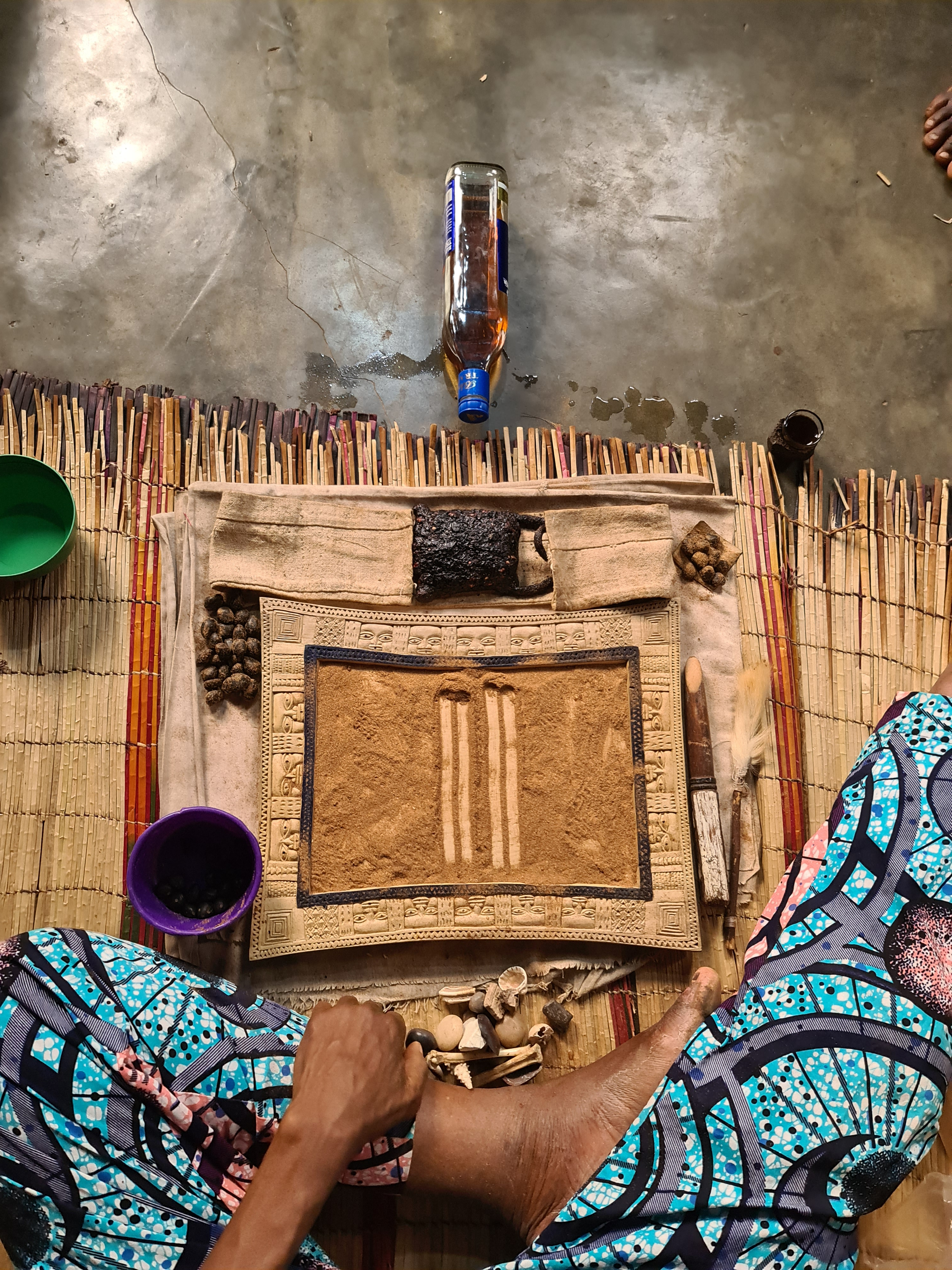
Yeku Meyi, signe des morts, sur la réplique spirituelle du plateau de Fa de Gèdègbé, 2024

### Documents sonores
- L'histoire de Guedegbé, devin des rois Ghézo, Glèlè et Béhanzin, conférence de Daa Bachalou Nondichao enregistrée au Salon de lecture Jacques Kerchache le 14 janvier 2010, dans le cadre de l'exposition Artistes d'Abomey, Musée du quai Branly, Paris, 2010, 1 h 13 min (CD)